# Mitjans de comunicació digitals en català
Internet ha plantejat un escenari d'oportunitats per a l'espai català de comunicació, ja que permet que els mitjans s'estableixin a la xarxa amb una inversió relativament lleugera. Alhora, representa un repte per a la llengua, atès que les grans multinacionals amb contingut en castellà i en anglès ocupen una gran part de l'espai. Una enquesta del Consell de l’Audiovisual de Catalunya (CAC) indicava que, ja el 2019, Internet superava clarament la televisió com a mitjà de comunicació preferit: un 81,9 % dels joves el preferia, enfront d’un 12,0 % que es decantava per la segona.

## Història

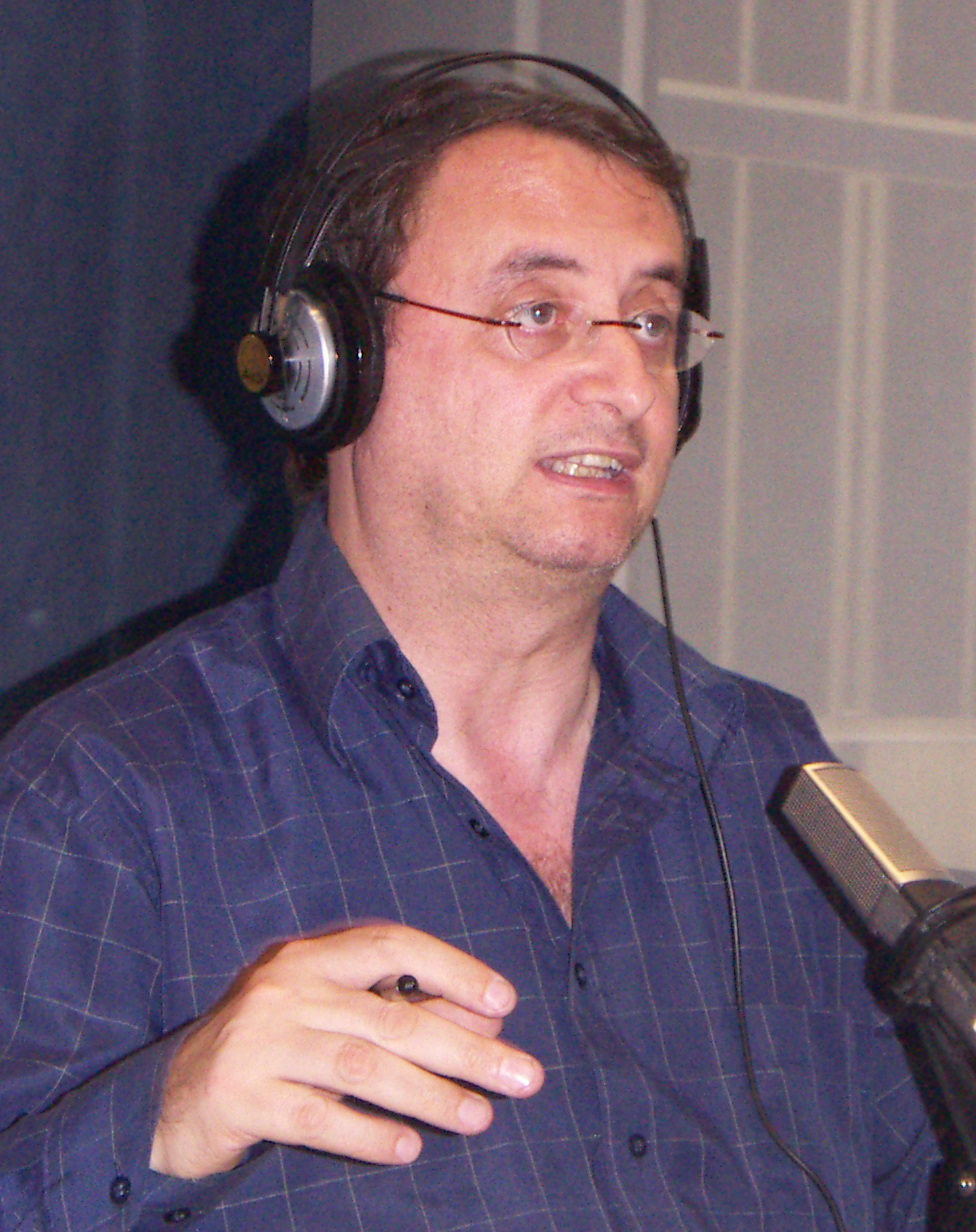
Vicent Partal, impulsor de VilaWeb, el 2007

Durant els primers anys de la dècada dels noranta del segle xx, diferents empreses van començar a experimentar amb aquesta nova tecnologia, sovint amb pàgines rudimentàries, altament estàtiques, que calia actualitzar de manera manual. L'objectiu era de pura prospecció, ja que aleshores Internet estava circumscrita a les universitats, centres de recerca i pocs llocs més. No hi havia internautes i les accions es van dirigir a crear uns webs corporatius, que incrementarien progressivament el volum de dades.
A la meitat de la dècada dels noranta es va iniciar una veritable cursa per garantir la presència a la xarxa de la majoria de mitjans de comunicació tradicionals (premsa, ràdio i televisió). Paral·lelament va aparèixer un nombre significatiu de nous actors que oferien informació i que eren capaços d'atreure la incipient audiència d'Internet.
El primer mitjà tradicional a digitalitzar-se va ser la revista El Temps, que tenia el suport de la Universitat Politècnica de Catalunya, i, el juny del 1995, va aparèixer la Infopista, precursora de l'actual VilaWeb, obra dels periodistes Vicent Partal i Assumpció Maresma. Es tractava d'un directori que aplegava els recursos existents a la xarxa en català. No obstant això, va acabar marcant la tendència del que serien els portals d'informació i, en tot cas, oferia informació de manera ocasional, amb especials com el seguiment dels resultats electorals autonòmics del 1994. Es posava en evidència un altre dels triomfs d'Internet: la immediatesa.
El nombre de webs registrats a la Infopista havia passat de 120, al juny del 1995, a 1.500 un any després. I es connectaven a aquest directori poc més de 400 usuaris al dia. Eren els temps en els quals els mòdems funcionaven a una velocitat de 14.400 bits per segon.
El maig del 1996, la Infopista va desaparèixer per donar pas a VilaWeb. El canvi va més enllà d'un nou logotip o marca: el projecte es declara obertament un diari digital i constitueix la primera experiència al país d'una publicació dissenyada exclusivament per a la xarxa. El diari catalitzarà algunes aplicacions com els fòrums, les edicions locals o els blogs entre els internautes catalans i, quinze anys més tard, es manté com a mitjà líder, entre aquells que només es distribueixen a la xarxa, amb 630.388 visitants únics mensuals el març del 2013.
També l'any 1996 apareixia Osona.com, un altre mitjà pioner, creat pel periodista Miquel Macià. L'encert de la intuïció queda palès amb els més de 67.679 visitants únics rebuts el març del 2013, per a un web que parla d'una comarca poblada per 150.000 persones. La llavor d'Osona.com va florir en altres diaris temàtics, aplegats sota el genèric Nació Digital.
L'Avui, juntament amb El Periódico de Catalunya, que actualment és un diari en color i en doble edició catalana i castellana, va assumir l'edició digital el 1994. Barcelona va ser, durant uns mesos, la capital del món en nombre de diaris amb edició digital.
Ben aviat seguiria una munió de webs i portals, sovint temàtics: e-notícies, Tribuna Catalana, Comunicació21.cat, Cultura21, Teatralnet. També algunes iniciatives públiques, com Tinet (de la Diputació de Tarragona) o lamalla.cat (actualment, XarxaNotícies.cat, de la Diputació de Barcelona). El 1997, Lavínia va endegar ATV Mediapolis, una experiència pionera d'Internet Protocol Television (IPTV) a Europa. Pels volts de l'any 2000 es consoliden a la xarxa un grapat de mitjans que usen Internet com a únic suport i que, una dècada després, han solidificat la seva presència entre el públic lector. La majoria són mitjans amb un marcat perfil ideològic. Eldebat.cat, El Singular Digital, directe!cat, Crònica.cat, El Matí o Tribuna Catalana són els exemples més representatius. Tots ells coincideixen a tenir un elevat contingut polític i una proximitat gairebé orgànica amb els partits que els han donat suport.
Amb la crisi econòmica del 2008 molts d'aquests mitjans, sobretot televisions digitals, van desaparèixer Vora el 2020 es van unir diferents televisions per fer front a la situació amb la Xarxa Audiovisual Local, que van arribar a crear la seva pròpia plataforma La Xarxa+.

## Iniciatives digitals

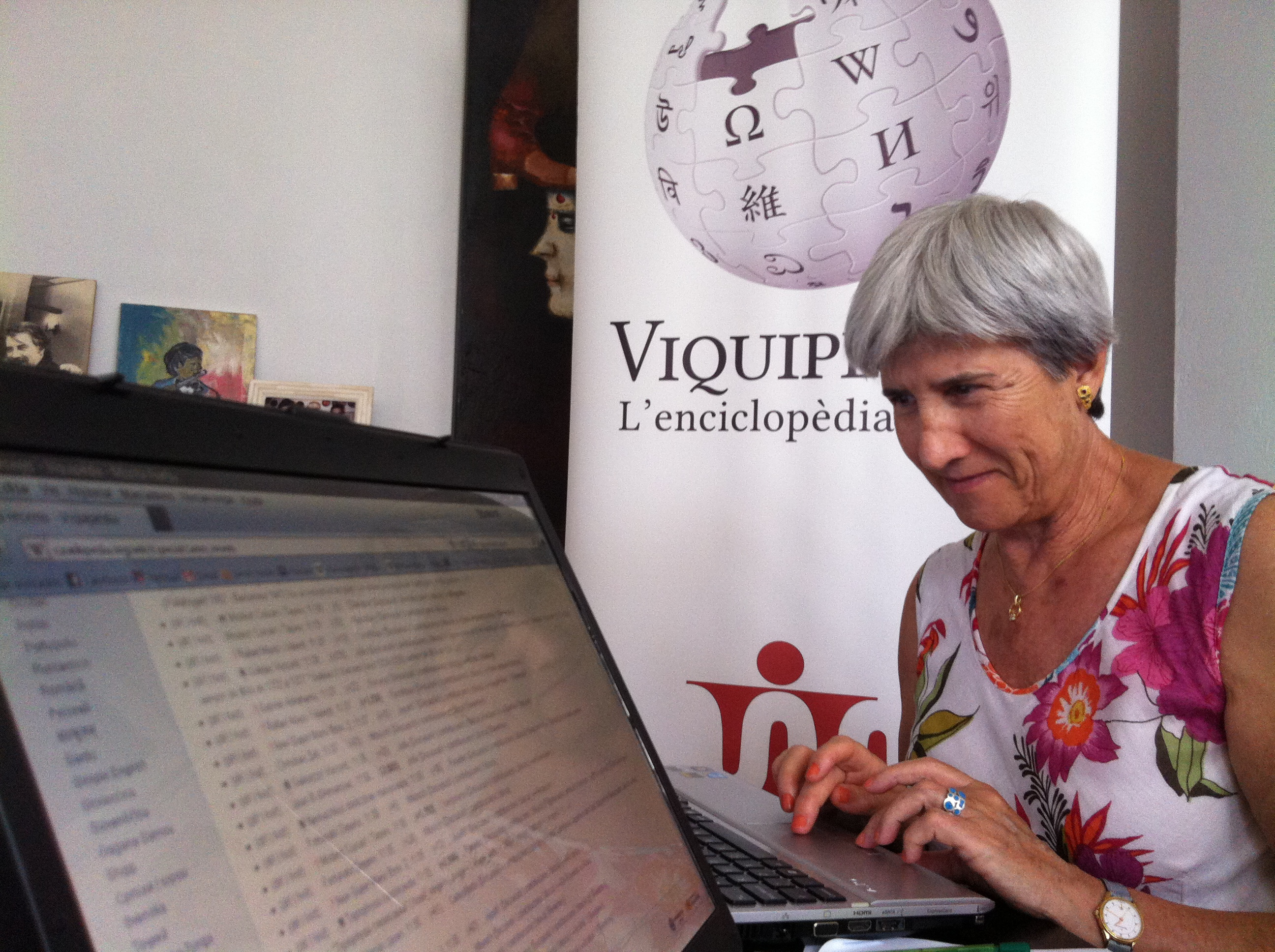
Una viquipedista editant l'article sobre Modest Cuixart durant una viquimarató

Als 2000 van proliferar mitjans locals o temàtics, amb estructures mínimes —sovint sense constitució d'empresa— que aspiraven a ocupar petits nínxols del mercat. La majoria d'aquests mitjans s'han situat a l'òrbita de l'Associació Catalana de la Premsa Gratuïta i Mitjans Digitals, que d'alguna manera van emprendre un procés de reconversió i va desplaçar bona part de l'atenció cap a la premsa digital.
També van aparèixer mitjans que no es plantejaven amb la premsa com a base, sinó que neixen com a televisions en línia. Allà hi trobàvem des dels projectes de TV Cardedeu fins a Sies TV, una cadena especialitzada en continguts culturals. Cal afegir-hi, aquí, algunes marques aparentment televisives (Tribuna TV, e-notícies TV) tot i que, dreta llei, funcionen més com a complements en vídeo dels seus diaris digitals, més que no com a televisions estrictes.
Una mostra de voluntat articuladora de país dels de mitjans digitals en català és l'èxit d'iniciatives com la Fundació puntCAT, creada per impulsar un domini propi a la xarxa i que en set anys de funcionament va superar la xifra de 65.000 dominis registrats i el 2012 el .cat va ser el segon domini del món que més va créixer. Només així s'explica que una llengua que ocupa el lloc noranta-dos pel que fa a nombre de parlants nadius sigui, en canvi, la vuitena amb més producció a la blogosfera; la quinzena pel que fa a producció d'articles a la Viquipèdia, amb més d'un milió d'articles creats; o la 19a llengua més usada a Twitter.